# Serge Reding
Serge Reding (* 23. Dezember 1941 in Auderghem/Belgien; † 28. Juni 1975 in Manila) war ein belgischer Gewichtheber.

## Werdegang
Serge, der als Serge Yvar Arthur Gerard geboren wurde und den Namen Reding vom Ehemann seiner Mutter erhielt, der nicht sein leiblicher Vater war und ihn adoptierte, wuchs in Herbeumont in den Ardennen auf. Die Familie zog später nach Brüssel und dort kam Serge sechzehnjährig erstmals mit dem Gewichtheben in Berührung. Mit dem systematischen Training begann er aber erst 1959 beim Trainer Wittenbol im Gewichtheber-Club Schaerbeek. 1961/62 leistete er seinen Militärdienst ab und arbeitete danach als Bibliothekar in einer Bücherei.
Seine Leistungen im Gewichtheben steigerte er kontinuierlich. Seinen ersten Weltrekord hob er im Alter von 28 Jahren. 1964, 1968 und 1972 startete er bei Olympischen Spielen, wobei der Gewinn der Silbermedaille 1968 sein größter sportlicher Erfolg war. 1972 fand der Wettbewerb in seiner Gewichtsklasse einen Tag nach dem Terroranschlag auf die israelischen Sportler statt, bei dem auch mehrere Gewichtheber der israelischen Mannschaft ums Leben kamen, die Serge gut kannte. Er war von diesem Ereignis emotional so stark berührt, dass er im Drücken drei Fehlversuche hatte.
Serge Reding war in erster Ehe mit einer jungen Polin, die er beim Training in Warschau kennengelernt hatte, verheiratet. Bei der Weltmeisterschaft 1974 in Manila lernte er eine philippinische Kellnerin kennen, in die er sich verliebte – seine erste Ehe war inzwischen gescheitert. Er hielt sich deshalb längere Zeit in Manila auf und beging dort am 18. Juni 1975 in einem Hotel Suizid.
Serge Reding wog bei einer Größe von 172 cm in seinen besten Zeiten zwischen 140 und 145 kg.

### Internationale Erfolge/Mehrkampf
| Jahr | Platz  | Wettbewerb                            | Gewichtsklasse | Wettkampfart | Ergebnisse |
| 1963 | 1.     | Benelux-Meisterschaften               | Superschwer    | OD           | mit 437,5 kg |
| 1964 | 3.     | EM in Moskau                          | Superschwer    | OD           | mit 452,5 kg (152.5-127.5-172.5), hinter Juri Wlassow, UdSSR, 562,5 kg (190-165-207,5) und Károly Ecser, Ungarn, 490 kg (170-140-180)                                                                           |
| 1964 | 10.    | OS in Tokio                           | Superschwer    | OD           | mit 477,5 kg, Sieger: Leonid Schabotinski, UdSSR, 572,5 kg (187-167.5- 217.5), vor Juri Wlassow UdSSR, 570 kg (197.5-162.5-210)                                                                                 |
| 1965 | 2.     | Grand Prix von Moskau                 | Superschwer    | OD           | mit 480 kg, hinter Viktor Andrejew, UdSSR, 537,5 kg und vor Károly Ecser, 460 kg |
| 1965 | 4.     | WM in Teheran                         | Superschwer    | OD           | mit 505 kg, hinter Leonid Schabotinski, 552,5 kg (185-165-202.5), Gary Gubner, USA, 545 kg (190-155- 200) kg und Károly Ecser, 522,5 kg (177.5-155-190)                                                         |
| 1966 | 3.     | Grand Prix von Riga                   | Superschwer    | OD           | mit 512,5 kg, hinter Leonid Schabotinski, 545 kg und Stanislaw Batischew, UdSSR, 527,5 kg |
| 1968 | 2.     | EM in Leningrad                       | Superschwer    | OD           | mit 527,5 kg (182.5-140-205), hinter Leonid Schabotinski, 570 kg (190-167.5-212.5) und vor Manfred Rieger, DDR, 525 kg (170-155-200)                                                                            |
| 1968 | Silber | OS in Mexiko-Stadt                    | Superschwer    | OD           | mit 555 kg (195-147.5-212.5), hinter Leonid Schabotinsky, 572,5 kg (200-170-202.5) kg und vor Joe Dube, USA, 555 kg (200-145-210), Manfred Rieger, 532,5 kg und Rudolf Mang, Bundesrepublik Deutschland, 525 kg |
| 1969 | 2.     | WM in Sofia                           | Superschwer    | OD           | mit 570 kg (202.5-152.5-215), hinter Joe Dube, 577,5 kg (202.5-162.5-212.5,) und vor Stanislaw Batischew, 570 kg (192.5-165-212.5), Manfred Rieger, 537,5 (180-152.5-205) und Rudolf Mang, 535 kg               |
| 1969 | 1.     | EM in Sofia                           | Superschwer    | OD           | Leistungen wie bei der Weltmeisterschaft, da die gleiche Veranstaltung, vor Batischew, Rieger und Mang |
| 1970 | 2.     | WM in Columbus/USA                    | Superschwer    | OD           | mit 590 kg (215-160-215), hinter Wassili Alexejew, UdSSR, 612,5 kg (215-170-227.5) und vor Kalevi Lahdenranta, Finnland, 577,5 kg (195-172,5-210), Joe Dube, 577,5 kg kg und Manfred Rieger, 555 kg             |
| 1971 | unpl.  | WM in Lima                            | Superschwer    | OD           | Aufgabe wg. Verletzung nach dem Reißen; Sieger: Wassili Alexejew, 635 kg (230-170-235), vor Ken Patera, USA, 592,5 kg (212.5-167.5-212.5) und Iwan Athanasow, Ivan, Bulgarien, 532.5 kg (195-140-197.5)         |
| 1972 | unpl.  | OS in München                         | Superschwer    | OD           | nach drei ungültigen Versuchen im Drücken; Sieger: Wassili Alexejew, 640 kg (235-175-230) vor Rudolf Mang, 610 kg (225-170-215) und Gerd Bonk, DDR, 572,5 kg (200-155-217,5)                                    |
| 1973 | 1.     | Turnier der Freundschaft in Taschkent | Superschwer    | OZ           | mit 390 kg, vor Gerd Bonk, 380 kg und Konowalow, UdSSR, 367,5 kg |
| 1973 | 1.     | EG-Pokalturnier                       | Superschwer    | OZ           | mit 390 kg, vor Kurt Stöwhase, Bundesrepublik Deutschland, 340 kg |
| 1974 | 3.     | EM in Warna                           | Superschwer    | OZ           | mit 400 kg, hinter Wassili Alexejew, 422,5 kg und Gerd Bonk, 402,5 kg |
| 1974 | 2.     | WM in Manila                          | Superschwer    | OZ           | mit 390 kg, hinter Wassili Alexejew, 425 kg und vor Jürgen Heuser, DDR, 382,5 kg |

Ab 1964 wurden auch bei Olympischen Spielen WM-Medaillen vergeben, außerdem konnten ab 1969 auch Medaillen in den Einzeldisziplinen gewonnen werden. Aus diesem Grunde gewann Serge Reding noch drei Gold-, vier Silber- und eine Bronzemedaille bei Weltmeisterschaften und drei Gold-, zwei Silber- und vier Bronzemedaillen bei Europameisterschaften
Erläuterungen
- OD = olympischer Dreikampf, bestehend aus beidarmigem Drücken, Reißen und Stoßen, OZ = olympischer Zweikampf, bestehend aus beidarmigem Reißen und Stoßen
- Superschwergewicht, damals über 110 kg Körpergewicht
- OS = Olympische Spiele, WM = Weltmeisterschaft, EM = Europameisterschaft

### Medaillen Einzeldisziplinen
(werden seit 1969 vergeben)
- WM-Goldmedaillen: 1969, Drücken, 202,5 kg – 1969, Stoßen, 215 kg – 1970 Stoßen 215 kg;
- WM-Silbermedaillen: 1970, Stoßen, 215 kg – 1971, Drücken, 227,5 kg – 1974, Stoßen, 220 kg:
- WM-Bronzemedaille: 1971, Reißen, 160 kg
- EM-Goldmedaillen: 1969, Drücken, 202,5 kg – 1969, Stoßen, 215 kg;
- EM-Silbermedaille: 1974, Reißen, 175 kg;
- EM-Bronzemedaille: 1974, Stoßen, 225 kg

### Weltrekorde
im beidarmigen Reißen:
- 182,5 kg, 1973 in Brüssel, S

im beidarmigen Drücken:
- 215 kg, 1970 in Herbeumont, S,
- 218,5 kg, 1970 in Zewegem, S,
- 228 kg, 1971 in Lima, S